# Lista dei politopi regolari
Questa voce elenca i politopi regolari negli spazi euclidei, sferici e iperbolici.
La notazione di Schläfli descrive ogni politopo regolare, ed è usata ampiamente nel seguito come abbreviazione per ciascuno di essi.
I politopi regolari sono raggruppati per dimensione e divisi in forme convesse, non convesse e infinite. Le forme non convesse usano gli stessi vertici delle forme convesse, ma hanno facet che si intersecano. Le forme infinite tassellano uno spazio euclideo di dimensione inferiore.
Le forme infinite possono essere estese per tassellare uno spazio iperbolico. Lo spazio iperbolico è come quello normale a brevi distanze, ma le rette parallele divergono a grandi distanze. Questo permette alle figure di vertice di avere difetto d'angolo negativo, come ad esempio componendo un vertice di 7 triangoli equilateri e permettendogli di giacere nello stesso piano. Non può essere fatto nel piano regolare, ma alla giusta scala può essere fatto sul piano iperbolico.

## Elenco dei politopi regolari ordinati per dimensione
| Dimensione | Convesso              | Non convesso                 | Tassellazioni euclidee convesse | Tassellazioni iperboliche convesse | Tassellazioni iperboliche non convesse |
| ---------- | --------------------- | ---------------------------- | ------------------------------- | ---------------------------------- | -------------------------------------- |
| 2          | ∞ poligoni            | ∞ poligoni stellati          | 1                               | 1                                  | 0                                      |
| 3          | 5 solidi platonici    | 4 solidi di Kepler-Poinsot   | 3 tassellature                  | ∞                                  | ∞                                      |
| 4          | 6 policori convessi   | 10 policori di Schläfli-Hess | 1 alveari                       | 4                                  | 0                                      |
| 5          | 3 5-politopi convessi | 0 5-politopi non convessi    | 3 tassellazioni                 | 5                                  | 4                                      |
| 6+         | 3                     | 0                            | 1                               | 0                                  | 0                                      |

## Politopi regolari bidimensionali
I politopi bidimensionali sono chiamati poligoni. I poligoni regolari sono equilateri e ciclici.
Di solito soltanto i poligoni convessi sono considerati regolari, tuttavia i poligoni stellati, come il pentagramma, possono essere considerati anch'essi regolari. Essi usano gli stessi vertici delle forme convesse, ma si connettono in un percorso alternato che fa il giro più volte prima di ritornare al punto di partenza.
I poligoni stellati andrebbero chiamati non convessi piuttosto che concavi perché gli spigoli che si intersecano non generano nuovi vertici e tutti i vertici stanno su una circonferenza.

## Politopi regolari tridimensionali
In 3 dimensioni, i politopi regolari vengono chiamati poliedri:
Un poliedro regolare con simbolo di Schläfli {\displaystyle \{p,q\}} ha facce regolari di tipo {\displaystyle \{p\}}, e figura al vertice regolare {\displaystyle \{q\}}.
Una figura al vertice (di un poliedro) è un poligono, ottenibile connettendo quei vertici che sono a uno spigolo di distanza da un vertice dato. Per i poliedri regolari, questa figura al vertice è sempre un poligono regolare (e planare).
L'esistenza di un poliedro regolare {\displaystyle \{p,q\}} è vincolata da una disuguaglianza, legata all'angolo di difetto della figura al vertice:
{\displaystyle 1/p+1/q>1/2} : Poliedro (esistente nello spazio euclideo tridimensionale)
{\displaystyle 1/p+1/q=1/2} : Tassellatura planare euclidea
{\displaystyle 1/p+1/q<1/2} : Tassellatura del piano iperbolico
Contando le permutazioni, troviamo 5 forme convesse, 4 forme non convesse e 3 tassellature planari, tutte con poligoni {\displaystyle \{p\}} e {\displaystyle \{q\}} limitati a:
{\displaystyle \{3\},\{4\},\{5\},\{5/2\}}, e {\displaystyle \{6\}}.
Oltre allo spazio euclideo, c'è un insieme infinito di tassellature regolari del piano iperbolico.

## Politopi regolari quadridimensionali
I policori regolari con simbolo di Schläfli {\displaystyle \{p,q,r\}} hanno celle di tipo {\displaystyle \{p,q\}}, facce di tipo {\displaystyle \{p\}}, figure di spigolo {\displaystyle \{r\}}, e figure di vertice {\displaystyle \{q,r\}}. 
- Una figura al vertice (di un policoro) è un poliedro, ottenibile dalla disposizione dei vertici vicini a un vertice dato. Per un policoro regolare, questa figura al vertice è un poliedro regolare.
- Una figura allo spigolo è un poligono, ottenibile dalla disposizione delle facce attorno a uno spigolo. Per i policori regolari, questa figura allo spigolo è un poligono regolare.

L'esistenza di un policoro regolare {\displaystyle \{p,q,r\}} è vincolata dell'esistenza di poliedri regolari {\displaystyle \{p,q\},\{q,r\}}.
Ognuno di questi esisterà in uno spazio dipendente dalla seguente espressione:
{\displaystyle \sin \left({\frac {\pi }{p}}\right)\sin \left({\frac {\pi }{r}}\right)-\cos \left({\frac {\pi }{q}}\right)}
{\displaystyle >0} : Policoro di superficie ipersferica (nello spazio quadridimensionale)
{\displaystyle =0} : Alveare tridimensionale euclideo
{\displaystyle <0} : Alveare tridimensionale iperbolico
Questi vincoli permettono 21 forme: 6 sono convesse, 10 sono non convesse, 1 è un alveare tridimensionale euclideo, e 4 sono alveari iperbolici.
La caratteristica di Eulero {\displaystyle \chi } per i policori è:
{\displaystyle \chi =V+F-E-C}
ed è 0 per tutte le forme.

## Politopi regolari a cinque dimensioni
In cinque dimensioni, un politopo regolare può essere scritto come {\displaystyle \{p,q,r,s\}} dove {\displaystyle \{p,q,r\}} è il tipo di ipercella, {\displaystyle \{p,q\}} è il tipo di cella, {\displaystyle \{p\}} è il tipo di faccia, e {\displaystyle \{s\}} è la figura alla faccia, {\displaystyle \{r,s\}} è la figura allo spigolo, e {\displaystyle \{q,r,s\}} è la figura al vertice.
- Una figura al vertice (di un 5-politopo) è un policoro, ottenibile dalla disposizione dei vertici vicini a un dato vertice.
- Una figura allo spigolo (di un 5-politopo) è un poliedro, ottenibile dalla disposizione delle facce attorno a un dato spigolo.
- Una figura alla faccia (di un 5-politopo) è un poligono, ottenibile dalla disposizione delle celle attorno a una data faccia.

Un politopo regolare {\displaystyle \{p,q,r,s\}} esiste solo se {\displaystyle \{p,q,r\}} e {\displaystyle \{q,r,s\}} sono policori regolari.
Lo spazio che riempie si basa sulla seguente espressione:
{\displaystyle {\frac {\cos ^{2}\left({\frac {\pi }{q}}\right)}{\sin ^{2}\left({\frac {\pi }{p}}\right)}}+{\frac {\cos ^{2}\left({\frac {\pi }{r}}\right)}{\sin ^{2}\left({\frac {\pi }{s}}\right)}}}
{\displaystyle <1} : Politopo sferico
{\displaystyle =1} : Tassellazione dello spazio euclideo quadridimensionale
{\displaystyle >1} : Tassellazione dello spazio iperbolico quadridimensionale
Con questi vincoli si ottengono 3 politopi convessi, zero politopi non convessi, 3 tassellazioni dello spazio euclideo quadridimensionale, e 5 tassellazioni dello spazio iperbolico quadridimensionale.

## Politopi convessi classici

### Due dimensioni
Il simbolo di Schläfli {\displaystyle {p}} rappresenta un p-agono regolare.
I poligoni regolari convessi sono:
| Nome                 | Simbolo di Schläfli {p} |
| -------------------- | ----------------------- |
| triangolo equilatero | {3}                     |
| quadrato             | {4}                     |
| pentagono regolare   | {5}                     |
| esagono regolare     | {6}                     |
| eptagono regolare    | {7}                     |
| ottagono regolare    | {8}                     |
| nonagono regolare    | {9}                     |
| decagono regolare    | {10}                    |
| endecagono regolare  | {11}                    |
| dodecagono regolare  | {12}                    |
| ...n-agono regolare  | {n}                     |
| apeirogono           | {∞}                     |

| {2} | {3} | {4} | {5} | {6} | {7} | {8} | {9} | {10} | {11} | {12} |

Un digono, {2}, può essere considerato un poligono regolare degenere.

### Tre dimensioni
I cinque poliedri regolari convessi vengono chiamati solidi platonici. (Per ciascun vertice è data la figura al vertice corrispondente.)
| Nome           | Simbolo di Schläfli {p,q} | Facce {p} | Spigoli | Vertici {q} | χ | Symmetria | Duale      |
| Tetraedro      | {3,3}                     | 4 {3}     | 6       | 4 {3}       | 2 | Td        | Autoduale  |
| Cubo (esaedro) | {4,3}                     | 6 {4}     | 12      | 8 {3}       | 2 | Oh        | Ottaedro   |
| Ottaedro       | {3,4}                     | 8 {3}     | 12      | 6 {4}       | 2 | Oh        | Cubo       |
| Dodecaedro     | {5,3}                     | 12 {5}    | 30      | 20 {3}      | 2 | Ih        | Icosaedro  |
| Icosaedro      | {3,5}                     | 20 {3}    | 30      | 12 {5}      | 2 | Ih        | Dodecaedro |

| {3,3} | {4,3} | {3,4} | {5,3} | {3,5} |
| ----- | ----- | ----- | ----- | ----- |
|       |       |       |       |       |
|       |       |       |       |       |

In geometria sferica, l'osoedro (simbolo di Schläfli {2,n}) e il diedro (simbolo di Schläfli {n,2}) possono essere considerati poledri regolari (tassellature della sfera).

### Quattro dimensioni
I 6 policori regolari sono i seguenti:
| Name                          | Simbolo di Schläfli {p,q,r} | Celle {p,q} | Facce {p} | Spigoli {r} | Vertici {q,r} | χ | Duale {r,q,p}       |
| ----------------------------- | --------------------------- | ----------- | --------- | ----------- | ------------- | - | ------------------- |
| 5-cella (Pentacoro)           | {3,3,3}                     | 5 {3,3}     | 10 {3}    | 10 {3}      | 5 {3,3}       | 0 | Autoduale           |
| 8-cella (Ipercubo tesseratto) | {4,3,3}                     | 8 {4,3}     | 24 {4}    | 32 {3}      | 16 {3,3}      | 0 | 16-cella            |
| 16-cella                      | {3,3,4}                     | 16 {3,3}    | 32 {3}    | 24 {4}      | 8 {3,4}       | 0 | Ipercubo tesseratto |
| 24-cella                      | {3,4,3}                     | 24 {3,4}    | 96 {3}    | 96 {3}      | 24 {4,3}      | 0 | Autoduale           |
| 120-cella                     | {5,3,3}                     | 120 {5,3}   | 720 {5}   | 1200 {3}    | 600 {3,3}     | 0 | 600-cella           |
| 600-cella                     | {3,3,5}                     | 600 {3,3}   | 1200 {3}  | 720 {5}     | 120 {3,5}     | 0 | 120-cella           |

| 5-cella                                                   | 8-cella                            | 16-cella                           | 24-cella                           | 120-cella                                   | 600-cella                          |
| {3,3,3}                                                   | {4,3,3}                            | {3,3,4}                            | {3,4,3}                            | {5,3,3}                                     | {3,3,5}                            |
| Proiezioni ortografiche reticolari                        | Proiezioni ortografiche reticolari | Proiezioni ortografiche reticolari | Proiezioni ortografiche reticolari | Proiezioni ortografiche reticolari          | Proiezioni ortografiche reticolari |
| --------------------------------------------------------- | ---------------------------------- | ---------------------------------- | ---------------------------------- | ------------------------------------------- | ---------------------------------- |
|                                                           |                                    |                                    |                                    |                                             |                                    |
| Proiezioni ortografiche solide (centrate nelle celle)     |                                    |                                    |                                    |                                             |                                    |
| Inviluppo tetraedrale                                     | Inviluppo cubico                   | Inviluppo ottaedrico               | Inviluppo cubottaedrale            | Inviluppo di triacontaedro rombico troncato | Inviluppo pentacisdodecaedrico     |
| Diagrammi di Schlegel reticolari (Proiezione prospettica) |                                    |                                    |                                    |                                             |                                    |
| (centrato nella cella)                                    | (centrato nella cella)             | (centrato nella cella)             | (centrato nella cella)             | (centrato nella cella)                      | (centrato nel vertice)             |
| Proiezioni stereografiche (Ipersferiche) reticolari       |                                    |                                    |                                    |                                             |                                    |
|                                                           |                                    |                                    |                                    |                                             |                                    |

## Politopi finiti non convessi - politopi stellati

### Due dimensioni
Esistono infiniti politopi regolari non-convessi a due dimensioni, i cui simboli di Schläfli consistono di numeri razionali {m/n}. Essi vengono chiamati poligoni stellati.
In generale, per ogni numero naturale n, ci sono poligoni stellati a n punte con simboli di Schläfli {n/m} per ogni m tale che m < n/2 (o equivalentemente {n/m}={n/(n-m)}) e m and n sono coprimi.
| Nome         | Simbolo di Schläfli{n/m}      |
| ------------ | ----------------------------- |
| pentagramma  | {5/2}                         |
| eptagramma   | {7/2}, {7/3}                  |
| octagramma   | {8/3}                         |
| enneagramma  | {9/2}, {9/4}                  |
| decagramma   | {10/3}                        |
| endecagramma | {11/2} {11/3}, {11/4}, {11/5} |
| dodecagramma | {12/5}                        |
| ...n-agrammi | {n/m}                         |

| {5/2} | {7/2} | {7/3} | {8/3} | {9/2} | {9/4} |

### Dimensioni superiori
Non ci sono politopi regolari non-convessi in cinque o più dimensioni.

## Apeirotopi
Un apeirotopo è, come ogni altro politopo, una ipersuperficie illimitata. La differenza è che, mentre l'ipersuperficie di un politopo si ricurva su di sé per racchiudere un volume finito dell'iperspazio, un apeirotopo semplicemente non si ferma mai.
Alcuni considerano gli apeirotopi semplicemente come un tipo particolare di politopo, mentre altri li considerano di tutt'altra specie.